# Eduard Štorch

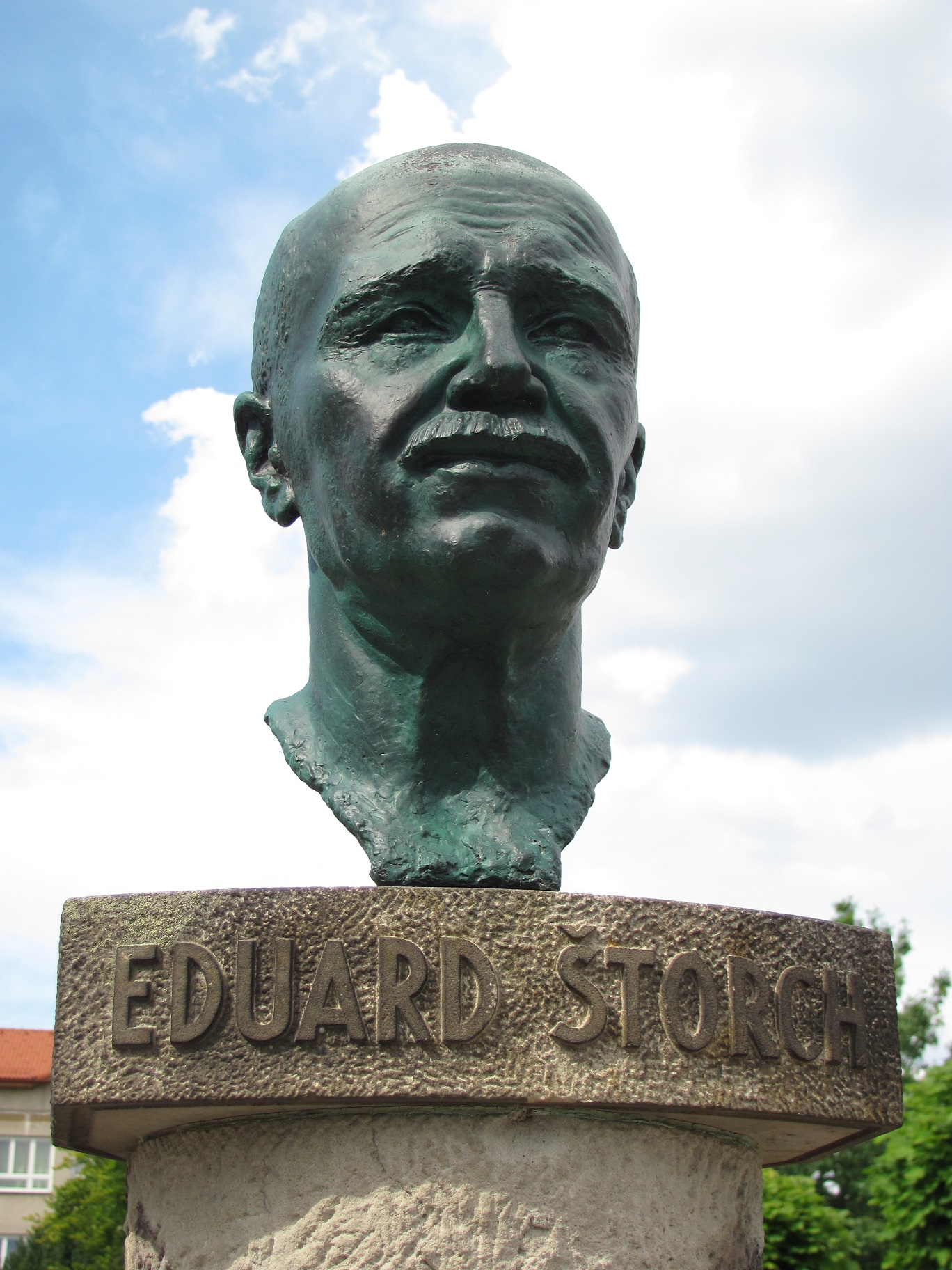
Busta Eduarda Štorcha v Ostroměři, autor Josef Bílek

Eduard Štorch (10. dubna 1878, Ostroměř – 25. června 1956, Praha) byl český pedagog, spisovatel a archeolog. Proslul svými povídkami a romány situovanými nejčastěji do období doby kamenné a doby bronzové. Jeho nejznámější dílo nese název Lovci mamutů. 
Protagonisty příběhů jsou ve Štorchových knihách zejména děti, často nebojácní a bystří hoši, kteří by malému čtenáři mohli být vzorem díky odvaze, obětavosti, kladnému vztahu k přírodě i lidem a v neposlední řadě i vlastenectví a touze po svobodě.
Eduard Štorch ve svých dílech „pro vystižení povahy, zvyků a stylu života… odvozoval je od vědomostí o soudobých divošských kulturách domorodých kmenů v Africe čí amerických Indiánů, které aplikoval na (popisovanou) kulturu.“
Byl skautem (s přezdívkou Sachem) a významným představitelem reformního pedagogického hnutí 20. let. Podle Jiřího Štolla Štorch jako pedagog silně převyšuje Štorcha spisovatele i Štorcha archeologa. Děti byly vždy Štorchova priorita, jim zasvětil celý svůj život a jeho 8 let trvající projekt Dětská farma na Libeňském ostrově byl, po prvotních trpkých zkušenostech se sociálně zanedbanou mládeží Mostecka a pražských periférií, jeho životním úspěchem, kterým dokázal nejen sobě, že jeho myšlenky realizované v praxi byly správné a přínosné. Následující megalomanský utopický projekt trojské výchovné osady Růžičkov, který inicioval a významně se ho účastnil, však nezískal potřebnou podporu a nebyl uskutečněn.
Jeho hrob se nachází v obci Lobeč (okres Mělník). Archeologické sbírky ze svého pražského bytu prodal ve 20. letech Národnímu muzeu, písemnou pozůstalost a knihovnu odkázal v 50. letech Městskému muzeu v Hořicích poté, co mu režim zabral jeho rekreační domek v Lobči i půlku pražského bytu. Písemnosti z hořického muzea byly v roce 1977 předány do Literárního archivu Památníku národního písemnictví ve Starých Hradech, kde byly odborně zpracovány. V rodné Ostroměři vzniklo v 70. letech 20. století muzeum Eduarda Štorcha a Karla Zemana, kde je uložena Štorchova osobní korespondence. Dne 21. srpna 2010 bylo v budově obecního úřadu v Lobči otevřeno Muzeum Eduarda Štorcha. Jeho velkým přítelem byl také spisovatel, archeolog a pedagog Karel Sellner.

## Život

### Mládí a studia
Narodil se jako třetí syn manželům Štorchovým. Otec Vojtěch byl dozorcem parního stroje ve vodárně, která čerpala vodu pro lokomotivy na ostroměřském nádraží. Rodina proto bydlela na samotě u vodárny, oddělené od vesnice řekou Javorkou. Matka Anna byla v domácnosti s prvním synem Gustavem. Sotva Eduard nastoupil do první třídy v ostroměřské škole, rodina se stěhovala do Všestar a pak do Studánek. První třídu Eduard dokončil v Radimi u Jičína, druhou až čtvrtou třídu absolvoval v české obecné škole v Josefově. Byl pilným žákem, náruživým čtenářem, učil se hrát na housle a již v té době napsal první povídku, o mořských rybářích. Období v Josefově později označil za nejšťastnější část svého mládí.
V roce 1889 nastoupil na c. k. vyšší reálnou školu v Hradci Králové. Zde již jeho školní výsledky byly slabší, problémy měl zejména v kreslení a německém jazyce. Velmi si cenil svého třídního učitele M. Vaněčka, vynikajícího matematika, který byl sice přísný, ale po vyučování se s žáky bavil nenuceně a byl jejich upřímným přítelem. Znamenitě se prý dařily jím pořádané školní výlety. Jeho příklad přiměl Eduarda k tomu, že se v 15 letech rozhodl stát učitelem.
V roce 1893 byl přijat ke studiu na c. k. Českém ústavu ku vzdělání učitelů v Hradci Králové. Zpočátku byl slabším studentem, později se však zlepšil, zvláště v jazyce českém, a roku 1897 maturoval s vyznamenáním. Krom toho se během studia aktivně účastnil veřejného studentského života.

### Profesní život
Jako učitel působil v letech 1897–1898 ve východních Čechách, dalších pět let v severních Čechách na Mostecku, kde nabyl zkušenost s těžce sociálně zanedbanou mládeží. Obě oblasti musel opustit kvůli perzekuci pro svůj politický aktivismus. Roku 1903 získal místo v Praze, kde pak strávil zbytek života, krom poválečného dvouletého pobytu v Bratislavě.
Roku 1914 v rámci mobilizace první světové války narukoval na vojnu. Působil jako pracovník Červeného kříže na rentgenologickém oddělení v karlínské nemocnici. Roku 1918 uprchl z transportu (či se vyhnul nastoupení do transportu), jímž byl vezen na frontu, a nastoupil v Jedličkově a Bakulově ústavu jako fotograf.
V roce 1916 se stal vedoucím společnosti Přátelé skautingu, prvního klubu rodinného skautingu v Českých zemích.
Po válce byl krátce ředitelem dětské útulny, kvůli absolutní nespolupráci úřadů se funkce vzdal a odjel na Slovensko, kde získal místo zástupce okresního školního inspektora; během svého pobytu podporoval na Slovensku vznik skautských oddílů. Po dvou letech se vrátil do Prahy, kde působil jako učitel nejprve na předměstích (Libeň, Bubny), pak na chlapecké měšťanské škole v Jindřišské ulici. V letech 1926–1934 vedl Dětskou farmu na Libeňském ostrově.

### Rodinný život

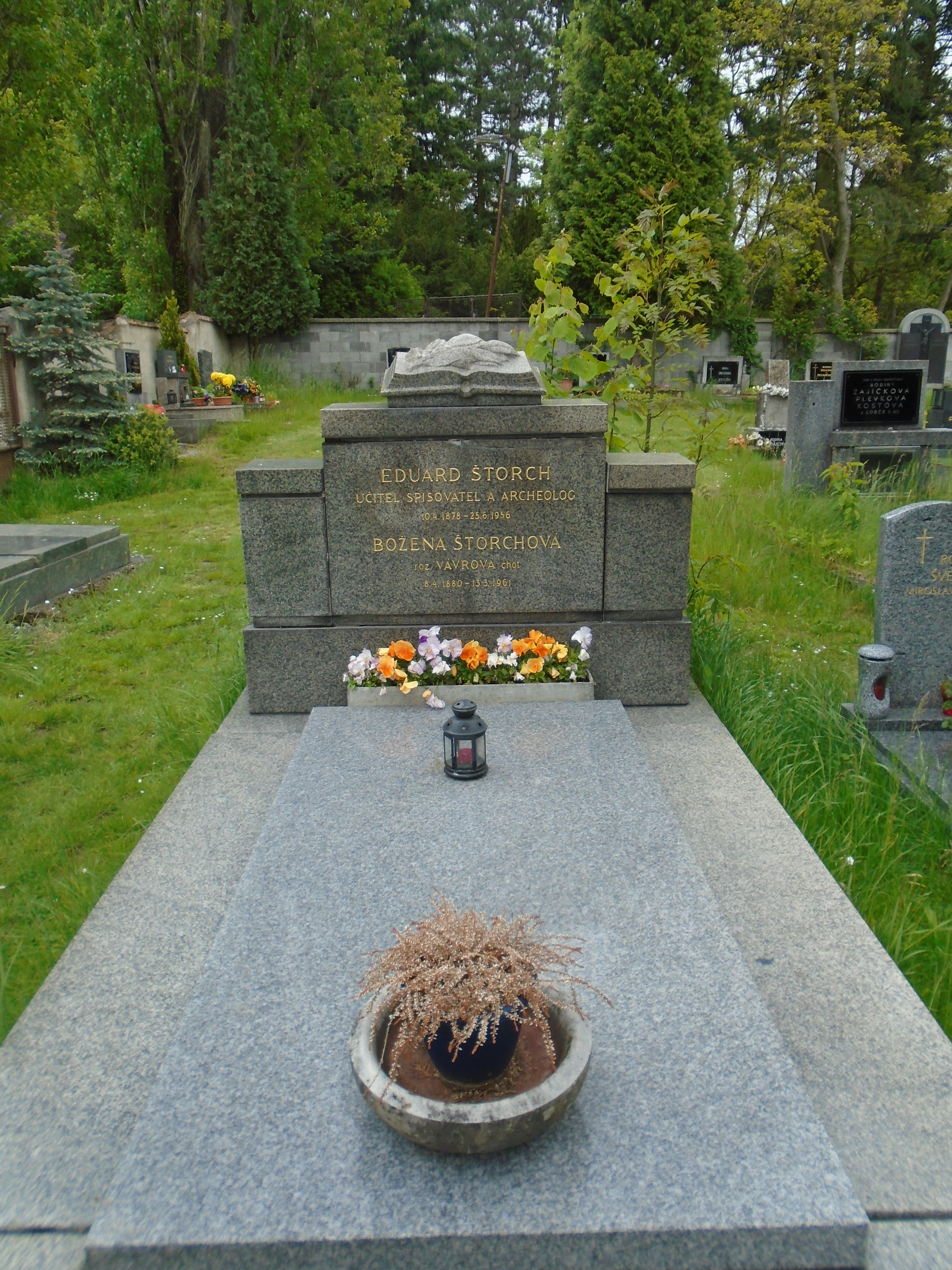
Hrob Eduarda Štorcha na hřbitově v Lobči

27. dubna 1907 se oženil s Boženou Vávrovou. Později ji hodnotil jako výjimečnou ženu, která mu pomáhala, posilovala ho při všech útrapách a stála mu vždy po jeho boku. Zůstal však bezdětným.
Ve dvacátých letech věnoval veškerý volný čas mládeži, což jej roku 1928 dovedlo k duševnímu zhroucení. Po získání definitivního učitelského místa v roce 1930 koupil roku 1933 domek v Lobči u Mělníka a spolu s manželkou se tam pravidelně v neděli rekreoval a také psal. Na Silvestra 1935 utrpěl při lyžařském kurzu vážnou nehodu, když jeho a dvě děti u Bodenvísek (bývalá Bobí bouda) porazil neopatrný německý brněnský lyžař Gerhard Schwarz. Kvůli tělesným i duševním následkům události byl podán návrh na odchod do dočasné penze a v polovině roku 1937 byl Štorch přeložen na dočasný odpočinek. V lednu 1939 odešel do penze definitivně.

### Závěr života
Jako penzista během druhé světové války psal Štorch především povídky z pravěku. V letech 1941–1945 však žádná jeho kniha nebyla vydána. O Vánocích roku 1940 jej postihla další nehoda a oslepl na pravé oko. Přesto pokračoval v psaní. Manželka byla po operaci v roce 1949 upoutána na invalidní vozík a odkázána na jeho neustálou pomoc. Nový režim mu zabral jeho domek v Lobči i půlku jeho bytu v Praze. Proto nabídl své sbírky, spisy, knihy, rukopisy, korespondence a diapozitivy Vlastivědnému muzeu v Hořících, které je přijalo v roce 1954. V následujících letech se jeho zdravotní stav prudce zhoršil, 25. června 1956 ve svých 78 letech zemřel. Pohřbu se 28. června 1956 v Praze účastnilo 120 smutečních hostů.

## Pedagogická činnost

### Východní Čechy
Začal 1. září 1897 jako zatímní podučitel na obecné škole v Třebechovicích. Kvůli své osvětové vlastenecké činnosti a psaní do novin musel po půl roce toto místo opustit a byl přeložen do Lhoty Malšové, poté do Dobré Vody. Roku 1898 v Praze na sjezdu rad Pokrokové strany mluvil o významu učitelstva, 5. července 1899 u Husovy hranice u Hořic pronesl přednášku o Janu Husovi. Proto byl z učitelské služby propuštěn, čemuž nezabránila ani petice občanů Dobré Vody.

### Mostecko
Poté působil na školách Ústřední matice školské v severních Čechách, v Hostomicích u Bíliny a pak jako zatímní učitel v Mostě. Napsal sociologickou studii Sociální postavení dětí v severočeském revíru, která byla otištěna v revui pro vědu, umění a život sociální Naše doba, Praha, roč. VIII, roku 1901. Psal o zdejší krajině, která má nejen vzduch zkažený dýmem, ale také o zpustlých dětech, které tu jsou postrachem vychovateli, kouří, jakmile se naučily běhat, kořalku pijí s dospělými zároveň, lžou, podvádějí, jsou do krajnosti drzé, surové, ukradnou i hodinky učiteli, z učitele si nic nedělají (vědí, že je nesmí tělesně potrestat a jiný trest na ně nepůsobí), policajtům utekou, a rodiče děti vychovávají jen bitím. Pedagogické neúspěchy v tomto prostředí jej vedly ke snaze tyto děti pochopit a převychovat. Zde se zrodila jeho myšlenka škol v přírodě a k výchově pohybovými aktivitami a manuální prací, jíž se přirozená „expanze pohybová“ nejen vybije, ale i užitečně využije. Z ankety mezi žáky dospěl k názoru, že zásadním problémem je nedostatek pohybu, proto začal chodit s žáky na čerstvý vzduch. Upřímným zájmem si získal důvěru mnohých dětí. Roku 1902 zveřejnil v Naší době další studii, podle níž 12 % dětí spí na zemi, 14–18 % žáků nesnídá a 14–50 % žáků neobědvá a většina žáků bydlí v místnosti obydlené velkým počtem lidí, 5 až 14, často spolu s nemocnými. Došel k závěru, že pomoci může jen učitel, a že jeho styk s dětmi by měl být přátelského rázu, aby ho žáci přestali nenávidět. Jednou z jeho prvních speciálních metod byly besedy po vyučování, na které zpočátku bral nejvýše čtyři žáky, později více, a probíral s nimi jejich problémy. Také postupně dospěl k tomu, že školský systém je zaměřen pouze na mechanickou paměť, ale nepěstuje reflexi, pozorování, obsahovou paměť a vůli.
Zpočátku prožíval v severních Čechách osobní krizi, poté se však opět zapojil do veřejného života, účastnil se přednášek a psal pedagogické studie. Roku 1903 byl odveden policií ze školy na hejtmanství, kde se měl zodpovídat z pobuřování. Zachránil ho český zapisovatel, který stylizoval zápis tak, že tím napomohl Štorchovu propuštění. Neustálý nátlak úřadů jej však přesto donutil mostecké působiště opustit.
V roce 1903 odešel do Prahy a s vyznamenáním vykonal zkoušku k dosažení způsobilosti učit na měšťanských školách.

### Praha a Bratislava
O pomoc písemně žádal pražskou městskou radu a díky ní 1. prosince 1903 nastoupil jako zatímní učitel na obecné škole v Libni, která byla o dva roky dříve připojena k Praze. Roku 1907 získal místo zatímního učitele v pomocné škole Praha-Bubny. Kvůli aktivní osvětové činnosti a moderním názorům dlouho nedostal definitivu (byl sociální demokrat), tu dostal až v roce 1930.
V roce 1918 po útěku z transportu na frontu se několik měsíců ukrýval v Jedličkově ústavu. Po válce, ještě roku 1918, uspěl v konkursu na ředitele Dětské ústřední útulny v Praze. Zde byl nucen bojovat s neutěšeným technickým stavem a vybavením. Příslušné úřady mu však nikdy nevyhověly a jednaly s ním od počátku s despektem. Ani půl roku po působení ve funkci ředitele nedostal jmenovací dekret, plat a dokonce ani klíče od útulny. Roku 1919 proto na tento post rezignoval.
Roku 1919 odcestoval na Slovensko a získal v Bratislavě místo zástupce školního inspektora pro okresy bratislavský a malacký. V rámci této činnosti poukazoval na chyby ve školském systému, neutěšený stav škol i na poměr škol k církvi. Snažil se o sjednocení školství v rámci Československa. V konkursu na místo místo okresního školního inspektora neuspěl a začátkem roku 1921 přišel i o místo zástupce. Poté se vrátil do Prahy.
V únoru 1921 získal místo zastupujícího odborného učitele na chlapecké měšťanské škole v Jindřišské ulici v Praze. Roku 1922 požádal školní správu o vytvoření speciálního „oddělení pro vyučování občanské mravouce“, které by bylo pod jeho vedením (a bez nároku na honorář) vlastně zájmovým kroužkem pro 15 žáků stálých a několik občasných, kteří by této činnosti věnovali týdně jednu školní hodinu a šest, deset i více hodin volného času ve volné přírodě podle dohody, v rázu životně-praktickém a rodinném, v duchu skautingu, včetně záměru společné stavby dřevěné chaty na Libeňském ostrově a prázdninových táborů. Školský výbor záměr schválil.
17. června 1928 požádal o přeložení do dočasné výslužby z důvodu duševního zhroucení, bezúspěšnosti školní činnosti, ztroskotání jeho podniků, beznadějnosti své učitelské dráhy a neúspěšnosti žádostí o získání definitivy (kterou přednostně získávají učitelé starší nebo s vlastními dětmi) a vyčerpání způsobenému nepřetržitým nasazením, činností s dětmi i o nedělích a prázdninách. Nakonec se však k učitelské práci přece jen vrátil. 7. června 1930 jej konečně zemská školní rada ustanovila definitivním odborným učitelem v Jindřišské ulici, což jej také povzbudilo do další činnosti.

### Kurzy a zájezdy
Ve 20. letech byl Eduard Štorch prvním, kdo uspořádal lyžařský kurs pro pražskou mládež. Prvního běhu ve školním roce 1922/1923 se účastnilo 45 zájemců, následující rok již 106 zájemců, na čtvrtý ročník již 224 účastníků, 5. ročník měl 387 účastníků a 6. ročník 394 účastníků. Kurzy pořádal až do roku 1935 a jednalo se rozsahem o největší lyžařské kurzy tehdejšího Československa. Chudším dětem hradil zpočátku veškeré výdaje sám, získal levné ubytování i mnoho sponzorů, krom občanů též z řad prodejců lyžařských potřeb. Po čtvrtém ročníku Svaz lyžařů nakonec neposkytl přislíbenou subvenci, od ledna 1926 však na kurzy přispívalo i ministerstvo školství.
Nejprve se neúspěšně pokoušel získat podporu úřadů pro rekreační pobyty rodin u moře v Jugoslávii, poté je začal organizovat sám. Rodiny pobývaly v levných prostorech, které Štorch najal, a samy si vařily a zdravě a harmonicky žily v duchu eubiotiky. Roku 1923 jej Spolek pro feriální osady města Prahy požádal o vedení dětské výpravy k moři. V rámci přípravy uspořádal pro vybrané chlapce ve věku od 11 od 15 let čtyřměsíční kurs, který zahrnoval naukovou část (výklad o Dalmácii a Černé Hoře a základy chorvatštiny), tělovýchovnou část (turistika, táboření, hry v přírodě, plavání a veslování) a mravně-výchovnou část. Výprava se opravdu uskutečnila, Štorch navázal několikaletou spolupráci s Markem Vekaričem v Orebiči. Pražským úřadům předložil Štorch návrh zřídit v Orebiči stálé letovisko pro pražskou mládež, ale návrh byl v březnu 1925 zamítnut. Od roku 1926 přibíral na tyto aktivity i další vedoucí, na které měl přísné nároky: museli být abstinenti a nekuřáci (aspoň v táboře dětí), netoulaví, zpěváci (či hudebníci, aranžéři her a zábav pro děti), věku mezi 20 a 35 lety, s praxí s vedením dětí, zdraví (bez neurózy) a veselí, pracovití, učenliví, laskaví, inteligentní (nemusí však být studovaní), schopní podřízenosti Štorchovu vedení. Zastoupena měla být mezi vedoucími obě pohlaví.

### Dětská farma
Libeňský ostrov si vyhlédl pro své působení již začátkem 20. let a pronajal si zde pozemek ještě od soukromého vlastníka. Po vyvlastnění ostrova československým státem se mu podařilo získat ministerského radu Ing. Schwarzera pro myšlenku zachovat větší část libeňského ostrova tělovýchově pražské mládeže. Protože se mu nepodařilo získat podporu města ani jiného sponzora pro využití celého ostrova, plány zredukoval a dotyčný pozemek rozdělil i mezi další organizace (Svaz skautů, Československý červený kříž, Domovina, Svépomoc). Sám zabral pozemek u Vltavy obklopený z dalších tří stran zahradami. Projekt nazval Dětská farma.
Protože mu k uskutečnění tohoto snu chyběly peníze a nenašel sponzory, s těžkým srdcem proto prodal 7. dubna 1926 Národnímu muzeu svou archeologickou sbírku, kterou předtím dvacet let shromažďoval. Smlouvou z 20. dubna 1926 si pronajal pozemek v severní části Libeňského ostrova a zřídil zde, především vlastními silami, dětskou základnu s velkým hřištěm a školou v přírodě. S prací mu pomáhali jeho žáci ze školy v Jindřišské ulici, kteří se pak v této škole v přírodě zčásti učili a také s ním podnikali archeologické výzkumy po okolí. Nejprve vybudovali boudu na nářadí, poté hlavní budovu s kanceláří, komorou, půdou a velkou verandou pro výuku celé třídy v případě nepohody (jinak se učilo venku). Hlavní budova byla dokončena 27. dubna 1926. Elektrické podniky nevyhověly Štorchově žádosti o bezplatnou přepravu jeho žáků mezi centrem a Libní. Roku 1934 musel pozemek vyklidit pro jiné účely, čímž tato aktivita skončila. Ředitelství pro stavbu vodních cest plochu Dětské farmy přislíbilo pronajmout Ústavu pro tělocvik a sport při Universitě Karlově a tento záměr byl prosazen pod pohrůžkou násilného vyklizení pozemku, nebude-li uvolněn do 31. prosince 1934. Štorch to ve své kronice okomentoval: „Dětská farma padla. Mně ji vyrvali, a sami nic nesvedli!“
Úřady mu stanovily jako podmínky postavit přístřeší pro žáky v případě náhlé nepohody, zabezpečit pitnou vodu, dosažitelnost skříňky první pomoci, stavbu řádných záchodů. Své škole pak musel doložit přesný rozvrh hodin pro třídu vyučovanou ve škole v přírodě a jeho skloubení s rozvrhem ostatních třídy, aby bylo zřejmé, jak bude zastupován. Ve škole v přírodě Štorch vyučoval ve čtvrtek, pátek a sobotu od 9 do 12 a od 14 do 17 hodin. Kolegové učící přírodopis a náboženství se také uvolili docházet vyučovat na farmu.
Štorch na svou Dětskou farmu zval a přijímal zde odborníky a kolegy, aby se s tímto přístupem seznámili. Za nejlepší odpověď na pochybovačné dotazy považoval holou skutečnost. Děti nechal při prvním příchodu na farmu nejprve dva dny vyřádit či spontánně se zabavit a teprve poté s nimi začal s prvními ochotnými zájemci systematicky pracovat, k čemuž se pak přidávali další. Třetího dne už žáci byli schopni přistoupit na návrh: „Hoši, nejdříve si odbudeme školu a pak budete míti volno!“ Místo pohrůžky „zůstaneš po škole“ tak na Farmě byla nejúčinnější poslední pohrůžka „půjdeš domů“. Farmu osobně navštívil i prezident Tomáš Garrigue Masaryk.

### Projekt výchovné osady Růžičkov
Štorch úzce spolupracoval s profesorem Stanislavem Růžičkou, československým průkopníkem hygienické vědy a eubiotiky a propagátorem zahradních měst. Stanislav Růžička je považován za zakladatele eubiotiky, kterou sám takto pojmenoval; Eduard Štorch za jejího propagátora a za Růžičkova následovníka. Eubiotika navazovala na Galtonovu myšlenku eugeniky a vůbec na středoevropské hnutí reformy životního stylu (Lebensreformbewegung), reagující z vědeckého i aktivistického hlediska na akutní problémy související především s intenzivní industrializací.
Velkostatkář Alois Svoboda 7. října 1922 věnoval u příležitosti 70. narozenin T. G. Masaryka, k památce založení Československé republiky a uctění 250. výročí úmrtí J. A. Komenského československému státu rozsáhlé pozemky a nemovitosti v Praze-Troji, a to s podmínkou, že zde budovu vybudována osvětová a sociálně-humanitní zařízení ve prospěch mládeže původem i rasou československé v Komenského duchu. Počítalo se především s vybudováním rozsáhlého pavilónového komplexu škol a internátních zařízení všech stupňů, dětských domovů atd. Ministerská rada poté na přelomu let 1923 a 1924 ustanovila Kuratorium trojských nemovitostí, které mělo rozhodovat o přidělení pozemků. Část těchto pozemků byla využita k vybudování pražské zoologické a botanické zahrady, ačkoliv proti předání pozemků zoologické zahradě se ostře stavěl například Stanislav Růžička. V prosinci 1926 začalo Ministerstvo školství a národní osvěty jednat o využití pozemků s pražskou městskou radou, ministerstvem sociální péče a ministerstvem veřejného zdravotnictví a tělesné výchovy, ale žádná z oslovených institucí na nabídku nereagovala.
Na popud Eduarda Štorcha se příležitosti chopila Československá eubiotická společnost. K tomu založili Stanislav Růžička a Eduard Štorch družstvo „Eubiotická škola a rodina“ a 5. listopadu 1928 zaslali Růžička jako předseda a Štorch jako jednatel přípravného výboru družstva ministerstvu školství první žádost, zatím o propůjčení 10 až 20 ha pozemků na dobu cca 80 let pro projekt školy v přírodě, rozličně diferencované, s odůvodněním odvolávajícím se na eubiotické principy a nutnost reformy školství a náležitých pokusů a vzorů, přičemž takové projekty by prospěly nejen dětem, ale mohly by být pedagogickou laboratoří příští učitelské fakulty.
Celý záměr byl nazván „výchovná osada Růžičkov“. Program družstva přislíbil, že bude zřizovat ústavy a školy, které by vyplňovaly mezery v tradičním školství pro všechny věkové kategorie: ústav pro kojence a útlou mládež; školy a ústavy pro děti ve věku od 6 do 14 let, školu v přírodě, zvláště pro děti tělesně oslabené, pomocnou školu pro děti duševně slabé, sirotčinec a útulek pro děti opuštěné, pro dorost a dospělé pak praktické ústavy a pokračovací odborné kurzy. Školy pavilónového typu měly být zpřístupněny i pro děti mimo osadu, a to především pro děti tělesně slabé a zdravotně ohrožené z přilehlých oblastí Podhoří, Bohnic, Podbaby, centra Prahy a venkova. Doprava měla být řešeny autobusy.
Ke škole měla být, kvůli lepšímu spojení školní výchovy s rodinnou, připojena i vzorová osada domků (50 až 80 rodinných domků se zahrádkami o celkové výměře cca 83 ha) rodin, které mají smysl pro moderní výchovu mládeže a pro plně zdravý a zdatný občanský život. Správy osady i škol se měli účastnit vychovatelští průkopníci, hygienikové-eubiotikové i příkladní občané (rodičovská rada). Pro nemajetné rodiny by bydlení bylo dostupné za symbolické nájemné nebo ke koupi na splátky. Osada měla být i hospodářsky téměř soběstačná, měly tu být administrativní budovy, prostory pro živnostníky, řemeslníky a obchodníky, společenská a kulturní zařízení, zdravotnická zařízení a další. V osadě však nesměl být hostinec a kromě abstinentismu program obsahuje i důraz na vegetariánství. Pracovní doba v místních továrnách by byla přizpůsobena výchově, vzdělávání a polozemědělskému rytmu života, ve druhé polovině dne by obyvatelé v rodinné pospolitosti obdělávali vlastní zahrádky, což by přispělo návratu k přírodě i generačnímu semknutí. V Trojském zámku, součásti Svobodovy donace, mělo být umístěno „Světové ústředí eubiotické“ včetně eubiotické světové knihovny, muzea, výzkumné laboratoře, přednáškové síně a slavnostního sálu, v zámeckém parku pak letní eubiotické kurzy, pokusné eubiotické praktikum, škola v přírodě a zásobárna ovoce.
Kuratorium při ministerstvu školství 13. února 1930 vydalo usnesení, že zřízení obytné kolonie neschvaluje, a to jednak vzhledem k důvodným pochybnostem o finančním krytí výstavby a provozu budov. jednak vzhledem k tomu, že v darovací listině nenalezlo oporu pro záměr výstavby obytných domů. Podpořilo by však výstavbu všech navrhovaných školních institucí. V říjnu 1930 se družstvo Eubiotická škola a rodina sloučilo s Československou eubiotickou společností zdravotnickou a tím pravděpodobně skončila i Štorchova účast na experimentu. Eubiotická společnost se pak až do roku 1935 neúspěšně pokoušela o získání pozemků prostřednictvím Hygienického ústavu lékařské fakulty Univerzity Komenského v Bratislavě, který Růžička vedl, kvůli špatným vztahům Růžičky a bratislavské lékařské fakulty s profesorským sborem pražské lékařské fakulty Univerzity Karlovy však posudek z pražské fakulty vyzněl nepříznivě a kuratorium na jeho základě návrhy opět zamítlo.

### Koncepce
Ideologie eubiotiky neboli dobrožilství, dnešním jazykem zdravého a přírodního životního stylu, prolínala celou Štorchovou pedagogickou činností. Prosazoval ji velmi radikálně, roku 1929 napsal: „Stát, národ, společnost lidská buď se postaví na základ eubiotický, anebo propadnou degeneraci a zahynou". Stejně konfrontační byl i sám Růžička, který, ač sám působil na významných lékařských fakultách, tradiční lékařství a jeho výuku na lékařských fakultách nařkl z parazitování na nemocech.
Kromě volnočasových aktivit skautského typu propagoval Štorch též školy v přírodě. Tím nemyslel dvoutýdenní rekreační pobyty, jaké se tak označují dnes, ale internátní školy využívající v maximální míře pobyt i výuku pod širým nebem nebo alespoň vzdušných místností s velkými okny. Jeho inspirací, zmíněnou v knize Dětská farma, byla první moderní škola v přírodě, lesní škola otevřená 1. srpna 1904 v Charlotenburgu u Berlína, „open air school“ otevřená roku 1907 v Bostall Wood u Londýna, Dětská osada ve skotském Edinburghu, řada takových škol ve Francii, Itálii a USA. V Československu se plán lesní školy v Kostelci nad Orlicí z roku 1907 nakonec neuskutečnil, pokus olomouckých pedagogů z roku 1923 sice získal i finanční podporu města, ale byl kvůli údajným zdravotním rizikům záhy po zahájení úředně zakázán. V Praze se o sadovou školu pokusil v Kinského zahradě sociální úřad města Prahy, avšak školské úřady se zasadily o její zrušení. Nejúspěšnějším pokusem tak byla právě Štorchova Dětská farma, která po 8 let působila s oficiálním souhlasem školských úřadů, než její další činnost znemožnila výpověď z pozemku. Štorchovým následovníkem byl například V. Moravec v Brně, který v roce 1931 po třech letech hodnotil svou školu v přírodě.
Štorchovy nároky na otužování dětí byly velmi radikální. Pro první fáze proměny československých škol Štorch navrhl: „a) Rozmnoží se a zvětší se okna ve třídách. Jsou pak otevřena stále. Za chladného počasí se děti teple obléknou; b) Odstraní se celá jedna stěna učebny, takže z uzavřené učebny vznikne krytá veranda; c) Zřídí se lodžie, otevřené vzduchu a slunci, kde děti odpočívají na lehátkách. V zimě jsou děti dobře zabaleny. Ustoupiti nelze!" (Dětská farma, 1929, str. 152) Na Dětské farmě v Libni skutečně takovou otevřenou verandu (pro případ špatného počasí, jinak se učilo venku) vybudoval a používal.
Po architektonické stránce Štorch kritizoval ve svém díle Dětská farma školy ve stylu spíše kláštera, kasáren nebo věznice, vysoké, dlouhé a obrovské, obyčejně velmi ponuré, s nedostatkem přirozeného světla, v ulici, v rámusu a kouři. Podle něj je dítě spíše šťastné v hlídačské boudě, ve které může hospodařit po svém, než ve škole za milióny, ve které je cizincem. Jako odstrašující příklad jmenoval žižkovskou školu na Prokopově náměstí, která pro 41 tříd má jediný východ, ale i milánský projekt dvanáctipavilónové školy v přírodě se 48 třídami pro 1800 dětí. Doporučoval spíše malé školy, kde každý ročník má svou vlastní budovu, jako kompromis navrhoval pavilonové uspořádání školy, s autonomií jednotlivých pavilonů. V tom oponoval doc. Příhodovi, který ve svém díle Jednotná škola prosazoval velké školy. Škola by podle něj měla být jednoduchá, přízemní, pro maximálně 150 dětí. Za optimální počet uváděl maximálně 30 či 25 žáků ve třídě. Klíčovým argumentem pro malé školy u Štorcha bylo vytvoření žádoucího blízkého poměru mezi učitelem a žáky. Škola podle něj má být malá, hezká, prozářená sluncem a provívaná čerstvým vzduchem, podobná rodinnému domku, dětská a dětem blízká, zařízená a vyzdobená samotnými dětmi, kterým učitel pomáhá technicky, hygienicky a esteticky.
Učitel má být veselým společníkem, který bujný život jen udržuje v mezích. Práce má být veselá, bez donucení a tělesného či duševního týrání dětí. Rozvrh hodin považoval za zbytečně rozkouskovaný a tím neurotizující, v učebních osnovách shledával mnoho zbytečných a nepřiměřených věcí, často na úkor spánku, zotavení nebo rozvoje vlastních zájmů dítěte. Literní vyučování podle něj je vzdálené skutečné výchově a skutečnému životu. Mravní výchova ve školách podle něj byla pokrytecká a povrchní. Pro Dětskou farmu v roce 1925 navrhoval na dopoledne náročnější předměty jako rýsování nebo fyzika, vyučované v klasické škole, a na odpoledne pak asi dvě hodiny v přírodě předměty méně náročné na pomůcky (dějepis, občanská nauka, zpěv, tělocvik), na něž pak plynule naváže až do večera možnost volného pohybu (koupání, tělocvik, hry, zahradní práce). Při tvorbě svého rozvrhu Štorch zkoumal a porovnával rozvrhy obdobných zařízení ve Švýcarsku, Francii, Anglii i Americe. V některé dny nebyl program dělen na jednotlivé hodiny, ale na společné projekty.
Občanská a mravní nauka se podle Štorcha nemá učit způsobem podobným mluvnici či fyzice, ale musí vycházet ze vztahu učitele k dětem. Učitel musí být šťasten mezi dětmi, učitel se žáky se mají mít navzájem rádi. “Výchova se daří jen tehdy, když mistr sblíží se s učedníky svými a kdy kantor i žáci ztratí se kdesi v mlhách a zůstanou jen malí přátelé v kruhu kolem staršího druha.“ Děti také mají znát učitele v běhu všedních událostí, jak se chová, když pracuje, jak se baví, jak se zlobí, jaký je při hře a jaký při starostech. Protože škola děti zčásti vytrhuje z rodinného prostředí, musí rodinu doplňovat a zastupovat. Štorch to realizoval i tak, že do školy v přírodě bral svou manželku, která zde působila jako školní vychovatelka. V článku z roku 1930 zdůraznil, že prostřednictvím dětí vychovatel působí i na dospělé členy žákovy rodiny. Zvláštní důraz Štorch kladl a tvořivý přístup projevoval ve vyučování slohu, přičemž za vrchol jazykové kultury považoval divadlo. Vedl děti k tomu, aby si samy psaly i inscenovaly hry.
Na druhou stranu zdůrazňoval aktivní účast učitele i při zábavných a volnočasových aktivitách: „Učitel se ovšem koupe stejně s dětmi a stejně si hraje, šplouchá, plave, staví a válí se v písku. S oděvem byla odložena jistá přehrada, vždycky oddělující učitele od žáků. Také mezi žáky samými padly všechny přehrady a už není znáti, kdo je bohatý, kdo chudý – všichni jsou ve stejných plavkách.“ V intimitě uzavřené skupiny dětí (a to i smíšené) nebo dětí s pedagogem připouštěl i nahotu, zvykání nahotě považoval za důležité z hlediska přirozenosti i pohlavní výchovy. Protože v Praze nebylo žádné koupaliště vyhrazené pro děti, Štorch v roce 1927 umožnil pražským školám koupaliště Dětské farmy bezplatně využívat a za první měsíc toho využilo 81 škol s 2861 dětmi.
Protože nebylo možné přijmout do škol v přírodě všechny děti, Štorch ve svém teoretickém spisu doporučoval upřednostňovat nejohroženější děti – tělesně slabé, zdravotně neodolné, ohrožené pobytem v nehygienickém prostředí, rekonvalescenty atd., vybrané školou ve spolupráci se školním lékařem. Na svou Dětskou farmu na Libeňské farmě Štorchu nesměl vzít ohrožené děti z Libně a Holešovic, a proto tam nakonec přijal běžné děti ze své třídy v Jindřišské. Potřebu škol v přírodě podkládal i výzvou pražského lékaře dr. A. Hofmana, zabývajícího se tuberkulózou, k vybudování škol na volném vzduchu a na slunci.
Ovlivnilo jej zejména učitelské působení v chudinském dělnickém prostředí, trpícím podvýživou, nemocemi a kriminalitou. Jako pedagog usiloval o spojení školy s pobytem dětí v přírodě, mimo jiné vedl tábor pro děti a rodiče na pražském Libeňském ostrově. Snažil se také o zavedení tzv. nového dějepisu do škol (více názornosti, beletristická forma naučného textu). Vedl kursy plavání, bruslení i oddíl ve skautském duchu, organizoval a vedl četné lyžařské kurzy pro učitele a mládež, levné zájezdy pro děti a rodiny s dětmi k moři do Jugoslávie atd.

### Snaha o reformu dějepisu
Štorch zastával v pedagogice celkově reformní přístupy, jeho zájem se však soustředil na jemu blízké obory, jímž vedle slohové výchovy byl dějepis. Chtěl, aby se žáci neučili jen strohá fakta a letopočty, ale aby poznávali celkový život dané doby. Poukazoval na fakt, že tehdejší výuka zahrnuje jen období pokryté písemnými památkami a začíná tak vlastně z prostředka Egypťany, Babylóňany, Féničany a Peršany. Ztrácí proto prvopočátky lidstva, přičemž se opírá o tezi německého historika Schossera: tehdy se počaly dějiny lidstva, kdy se člověk povznesl nad zvíře. Proto také od roku 1935 společně s Karlem Čondlem postupně vydal trojdílnou učebnici dějepisu s názvem Pracovní učebnice dějepisu pro školy měšťanské, jež byla na svou dobu velmi pokrokovou a vyvolala řadu polemik. Učebnice se nelíbila zejména katolické církvi, protože mimo jiné líčila i její snahu o získání politické moci, a v roce 1936 byla kvůli ní dokonce podána interpelace v parlamentu.
„Fakta do dějepisu patří, ale jen jako funkční součástky nějakého dynamického ústrojí myšlenkově řízeného a jako pomůcka k vytvoření dějepisného obrazu. (…) Nahodilé zvuky nejsou hudbou a symfonií, hromada kaménků není ještě mozaikovým obrazem, hrstka koleček a hřídelků nejsou hodinky, plná kniha historických faktů není ještě dějepis. Ovšemže bez tónů není hudby, bez kaménků mozaiky, bez koleček hodin a bez faktů dějepisu.“
Zejména pod vlivem svého krátkého působení ve školní inspekci na Slovensku se vyjadřoval kriticky k vlivu římskokatolické církve (respektive církví obecně) na dějiny národa, což vzbuzovalo u konzervativců podobně nelibé reakce jako mnohé jeho další politické a reformní názory. A stejně jako v otázkách archeologických, i v těch z oblasti novodobé historie byl Štorch kritizován pro neodbornost a amatérismus.
…„Snad ještě něco podobného nevyšlo. Neboť tato učebnice, jak ukazuje úžasnou neznalost a nevědomost dějin, tak nahrazuje ji na druhé straně svojí odvahou, nenávistí a zavilostí vůči katolické církvi, takže jest podivné, že v době, kdy podle zákona má se ve škole přednášeti dle nejnovějších výsledků vědeckého bádání, tyto úžasné ukázky neznalosti dějin mohly dojíti schválení ministerstvem školství. … Pane ministře: Jste ochoten zakázati, aby tato nemožná kniha byla učebnicí pro školy? Jste pane ministře ochoten provésti revisi všech školních knih? Jste ochoten zříditi takové komise, které by byly zárukou vědecké správnosti a nestrannosti?“
V Praze, dne 11. března 1936, Roudnický Alois, katecheta, Československá strana lidová

## Archeologie
Vedle činnosti pedagogické k jeho zájmům patřila archeologie, k níž získal potřebné vědomosti samostudiem a později též vlastními archeologickými výzkumy i praktické zkušenosti. Archeologické výzkumy prováděl zejména v Praze a v krajině kolem Lobče na Mělnicku. Zabýval se též činností spisovatelskou, osvětovou a novinářskou. Neméně významný byl i jeho zájem o etnografii, biologii a archeologii, kterou studoval u profesora Lubora Niederleho. Výsledkem jeho činnosti byla nejen celá řada odborných knih, ale poznatky touto činností získané využil při psaní svých beletristických knih pro mládež, ve kterých zpracoval nejstarší období našich dějin a kterými se proslavil i v zahraničí. Jejich ilustrace později vytvořil zejména uznávaný malíř Zdeněk Burian. Mezi odborné kruhy nebyl přijat, protože nedokázal dobře oddělit populárně naučnou a beletristickou složku od čistě odborných faktických poznatků.

## Dílo

### Odborná literatura
- Sociální postavení dětí v severočeském revíru, Naše doba, revue pro vědu, umění a život sociální, Praha, roč. VIII, 1901
- Děti v severočeském revíru (jejich otázka sociální a pedagogická), Naše doba, 1902
- Reforma školního dějepisu (1905, vlastním nákladem)
- Člověk diluviální (1907) – text s příběhy o životě pravěkých lovců určený pro mládež, později rozšířen a vydán jako Lovci mamutů (dle nálezů ze Šárky, Jenerálky a Kobylis)
- Vznik vlastnictví (1907)
- Počátky života pozemského (1908)
- Nový dějepis (1908 či 1909, vlastním nákladem v Zábřehu) – filozofické východisko nového dějepisu a v druhé části beletristický Příchod Slovanů do Čech
- První lidé v Čechách (1909)
- Původ náboženství (1909)
- stať v časopise Pravěk (1910) – sedm požadavků rezoluce pro pedagogy Čech a Moravy při příležitosti sjezdu Moravského archeologického svazu, žádá vývojový postup výuky dějepisu od divošského a barbarského k civilizovanému stavu lidstva, návrh osnov od obecné školy do učitelských ústavů
- Praha v době kamenné (1910) – odborná publikace, později rozšířena a vydána jako román U Veliké řeky
- Vývoj tvorstva a vznik člověka (1912)
- Život v pravěku (1912) – podtitul V říši draků, ještěrů, prvolidí, vydána v Nymburce
- Praha v pravěku (1916) – přehled pravěkých dějin v populární formě se soupisem nálezů, poukazuje na význam a funkci archeologických nálezů
- Praha v době prehistorické (1921) – přepracovaná Praha v pravěku, míněna jako didaktická pomůcka učitele
- Dětská farma : Eubiotická reforma školy, Dědictví Komenského v Praze : Ústřední spolek jednot učitelských na Moravě, Brno, 1929. Též rukopisná verze, Literární archiv Památníku národního písemnictví, fond Eduard Štorch
- Výchovná osada. Projekt Nové školy., In: Nové školy, 1930, ročník VI., str. 40. Též rukopisná verze, Literární archiv Památníku národního písemnictví, fond Eduard Štorch
- Výchovná osada Růžičkov – Nová škola. Rukopisná studie, Literární archiv Památníku národního písemnictví, fond Eduard Štorch.
- Školní dějepis v theorii a praxi (1946) – teoretická kniha, vydána ve Valašském Meziříčí
- Eubiotická škola. Rukopisná studie, nedatována, Literární archiv Památníku národního písemnictví, fond Eduard Štorch.
- Dětská farma na Libeňském ostrově. Kronika se zápisy z let 1921–1944. Rukopis knihy, Literární archiv Památníku národního písemnictví, fond Eduard Štorch

### Beletrie
- Čarodějův učedník (1910) – příběh z doby bronzové, též součást souboru V šeru dávných věků
- Bohatýr Vratislav (1917) – junácké příběhy z dávných dob
- Lovci mamutů (1918, současná podoba 1937) – nejslavnější autorův román vyprávějící o životě pravěkých lovců z období mladšího paleolitu, doplněny autorovy objevy v Libni z okolí dnešní Bulovky
- Libuše a Přemysl (1919) – příběh o tom, jak se sedlák stal českým knížetem
- V šeru dávných věků (1920) – čtyři povídky z doby bronzové,
- Osada Havranů (1930) – vyprávění o životě a příhodách členů osady Havraního rodu, jež se odehrávají v mladší době kamenné na Kunratickém potoku u Prahy
- V lovecké tlupě (1931) – od r. 1937 součást knihy Lovci mamutů
- Bronzový poklad (1932) – příběh z doby bronzové byl inspirován nálezem 26 bronzových jehlic nalezených v lese u obce Nečín na Dobříšsku[17][18]
- U Veliké řeky (1932) – příběh z doby kamenné, odehrává se v povodí řeky Vltavy v pražské kotlině zhruba před pěti tisíci lety
- Zlomený meč (1932) – historický román z doby železné období počátku našeho letopočtu líčící boj markomanských kmenů na českém území vedených králem Marobudem s římským impériem
- Junáckou stezkou (1934) – příběhy z doby železné, předválečné vydání Hrdiny Nika
- Volání rodu (1934) – dobrodružné vyprávění z doby bronzové popisující příchod praotce Čecha do Čech
- Lovci mamutů ještě po pěti letech (1939) – krátké pokračování autorova nejslavnějšího románu Lovci mamutů
- O Děvín a Velehrad (1939) – román z doby železné z období Velké Moravy
- Zastavený příval (1940) – historický román zachycuje období raného středověku, jednu z etap vlády franského císaře Karla Velikého, kdy dle kronikářských zápisů do Čech vtrhlo roku 805 početné franské vojsko ve třech proudech, tento střet měl vyvrcholit obležením Kanburgu. Příběh nás zavede do oblasti Mělnicka, která byla E. Štorchovi velmi dobře známá. V centru dění je tentokrát dívčí postava, dcera strážce hraničních hvozdů Radislava.
- O pračlověku (1941) – první verze s názvem Život v pravěku vyšla v roce 1912
- Statečné mládí (1946) – příběhy mladých lidí z pravěku, kompilace Osady Havranů a Volání rodu
- Meč proti meči (1947) – příběhy z dob zakládání českého státu a pádu polabských Slovanů, napsán již v roce 1940, ale vydání nebylo povoleno a rukopis byl zabaven německými úřady (obsahuje jinotajné narážky a nejednoznačné epizody);[3] první tisk z roku 1946 vyšel až 13. února 1947[3]
- Hrdina Nik (1947) – dobrodružný román z doby vpádu Avarů do Čech a z období Sámovy říše vrcholící bitvou u Wogastizburgu
- Minehava (1950) – dobrodružný román z doby neolitu na přelomu matriarchálního a patriarchálního řádu, na základě objevů z okolí Doks a Mladé Boleslavi

## Ocenění
- V roce 1936 obdržel Rambouskovu cenu za literaturu pro mládež.[p 1][5]
- V dubnu 1948 získal cenu Boženy Němcové hlavního města Prahy pro rok 1948 za zásluhy o zvýšení kulturní úrovně československého lidu a jeho mravního povznesení.[19][5]
- Štorchova ulice je v Praze-Libni, Hořicích, Klatovech a Ostroměři (zde též obecní knihovna a základní škola).